# الثورة الصناعية الثانية

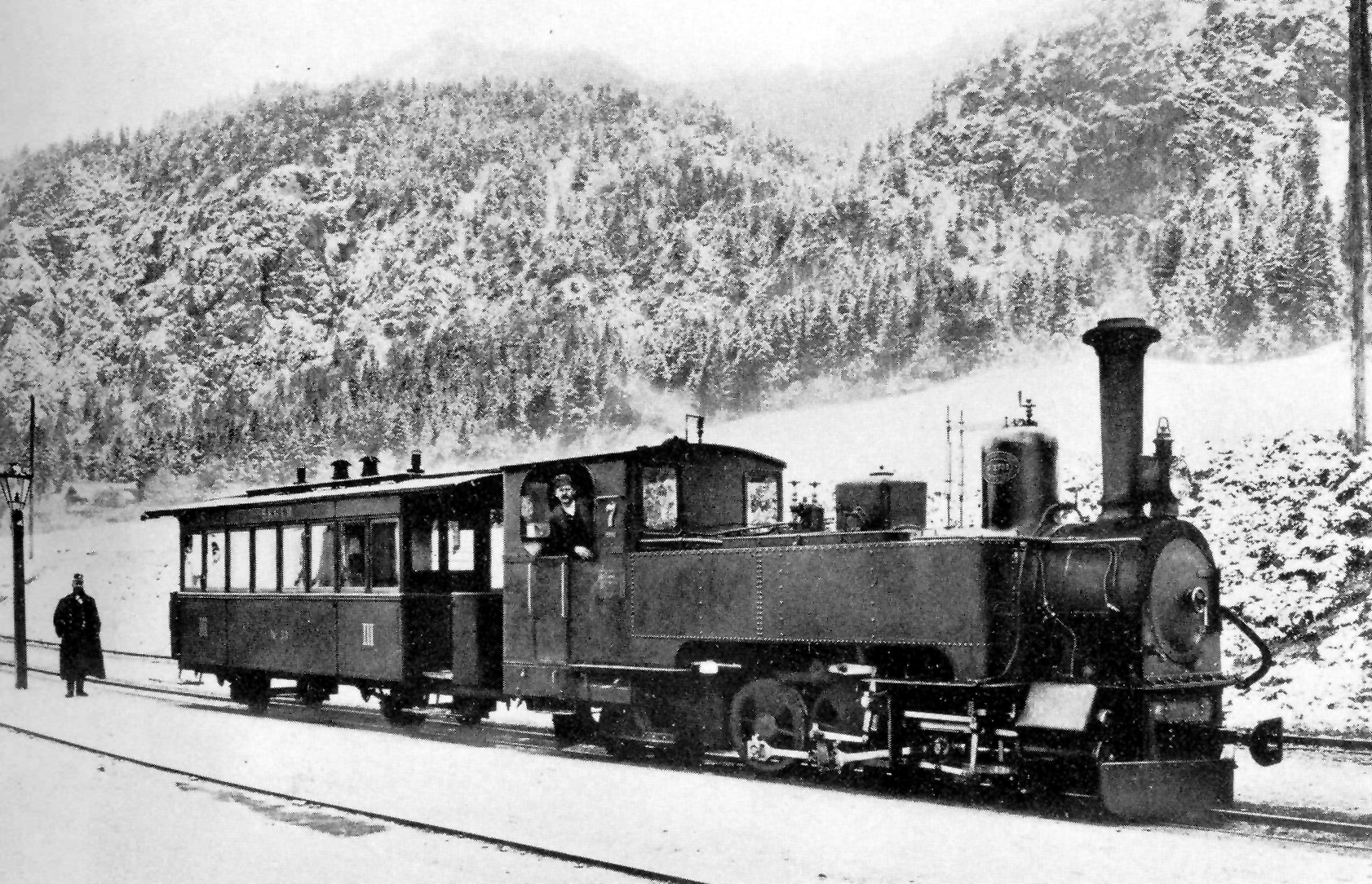
قاطرة ألمانية في 1895.

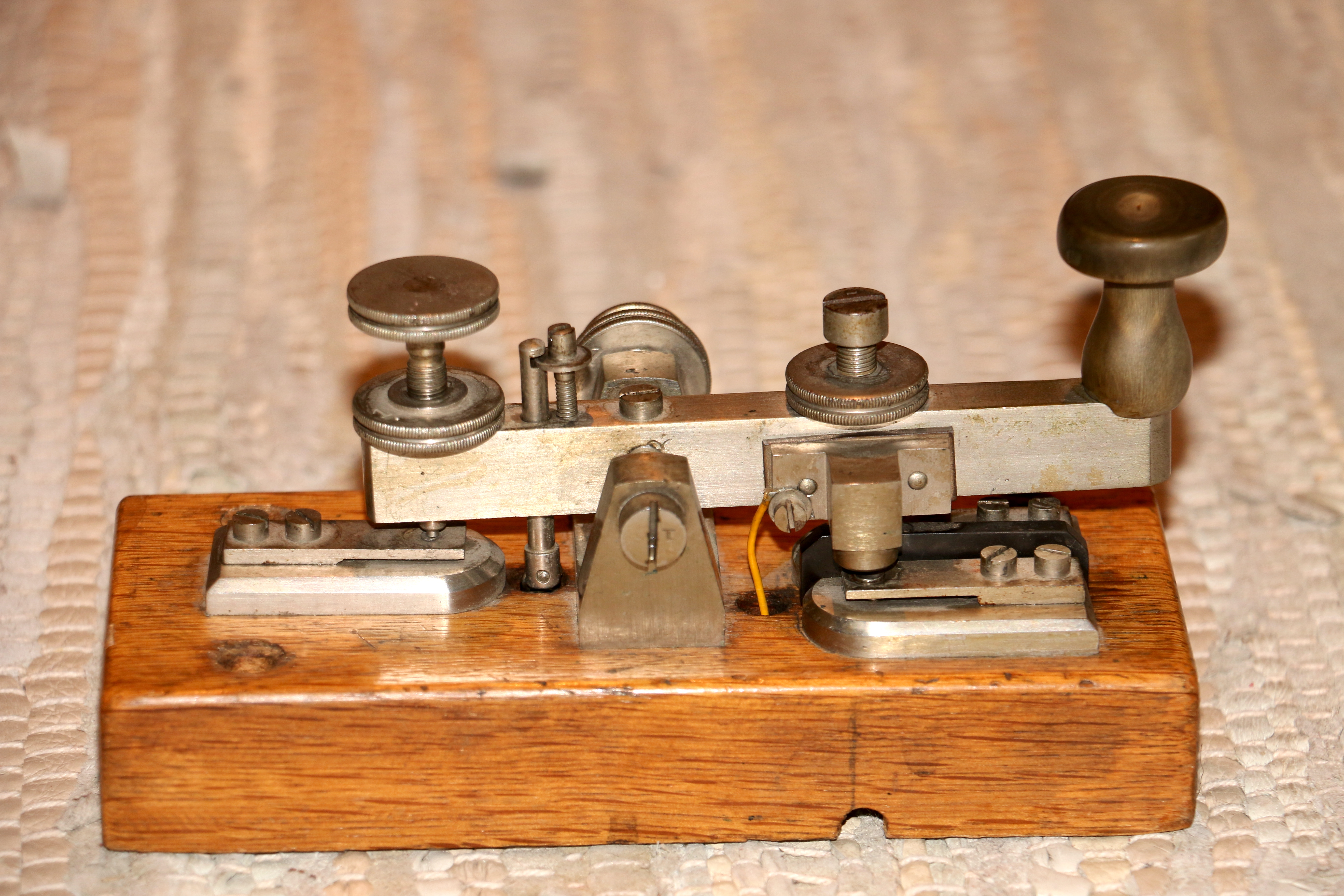
استخدم التلغراف لإرسال شفرة مورس.

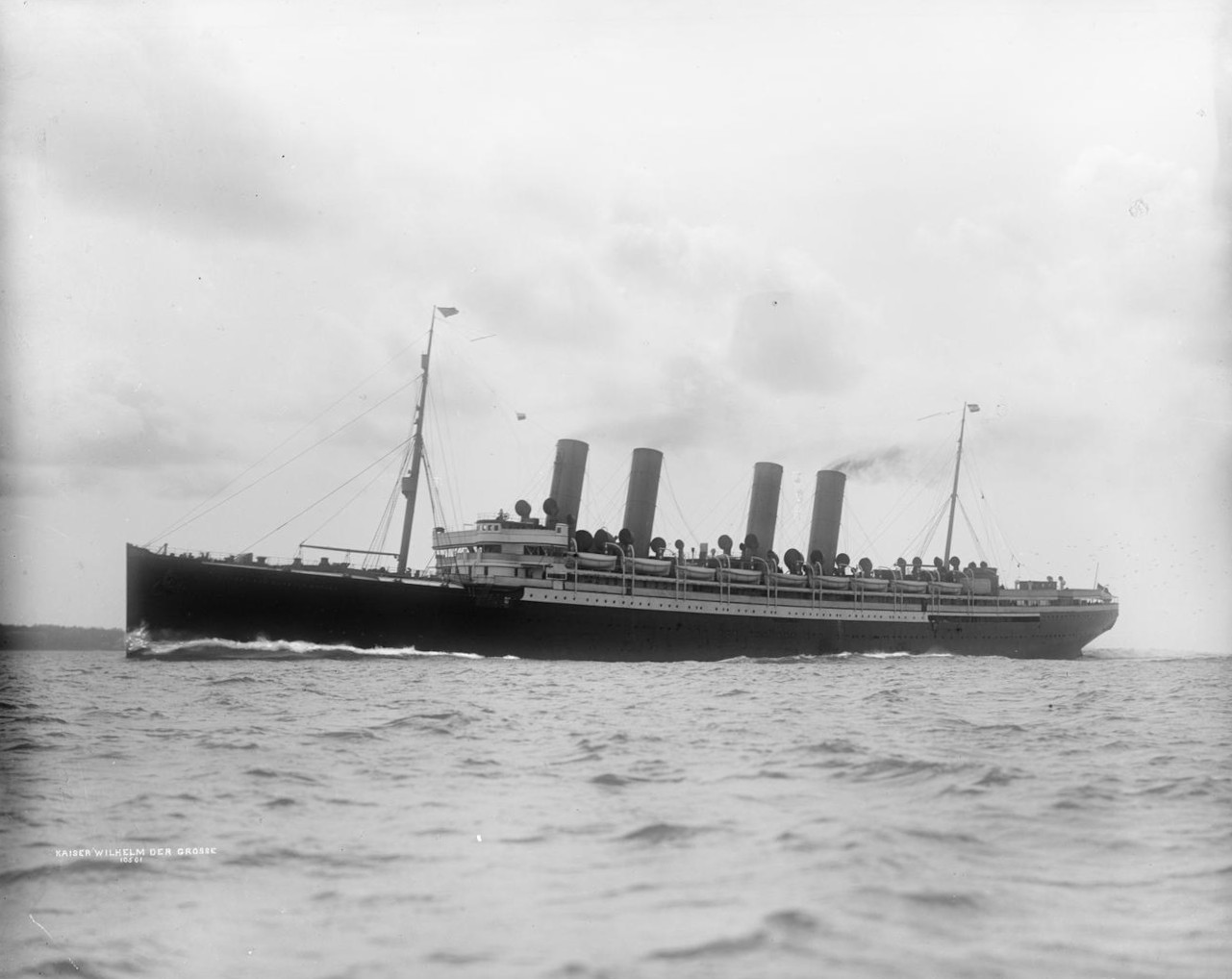
عابرة المحيط سفينة القيصر الألماني. كانت الوسيلة الرئيسية للسفر عبر المحيطات لأكثر من قرن، كانت تلك السفن ضرورية لاحتياجات النقل للحكومات الوطنية والشركات التجارية ونقل الأشخاص.

الثورة الصناعية الثانية المعروفة أيضًا باسم الثورة التكنولوجية، هي مرحلة من التوحيد المعياري والتصنيع السريع التي بدأت بشكل عام في سنة 1870 واستمرت إلى بداية الحرب العالمية الأولى سنة 1914. وكانت الثورة الصناعية الأولى قد تباطئت في الاختراعات المهمة حتى انتهت قبيل اندلاع الثورة الصناعية الثانية في 1870، التي يمكن إرجاع بعض أحداثها إلى الابتكارات السابقة في التصنيع، مثل إنشاء صناعة عدة الصيانة، وتطوير طرق تصنيع الأجزاء القابلة للتبديل، واختراع عملية بسمر لتصنيع الصلب وكهربة المصانع وإنشاء خطوط الإنتاج.
مكنت التطورات في التصنيع والإنتاج من تبني قوي للأنظمة التكنولوجية مثل شبكات التلغراف والسكك الحديدية وإمدادات المياه والغاز وأنظمة الصرف الصحي، وقد كانت مركزة في وقت سابق في عدد قليل من المدن المختارة. سمح التوسع الهائل لخطوط السكك الحديدية والتلغراف بعد 1870 بانتقال غير مسبوق للأشخاص والأفكار، وبلغت ذروتها بموجة جديدة من العولمة. بالإضافة فقد أُدخلت أنظمة تكنولوجية جديدة، وأهمها الطاقة الكهربائية والهواتف.
شهدت الثورة الصناعية الثانية طفرة من التطور الصناعي السريع في أوروبا الغربية (بريطانيا وألمانيا وفرنسا والبلدان المنخفضة) وكذلك الولايات المتحدة الأمريكية واليابان. وقد جاءت هذه الثورة بعد الثورة الصناعية الأولى التي بدأت في بريطانيا أواخر القرن الثامن عشر ثم انتشرت في جميع أنحاء أوروبا الغربية.

## نظرة عامة
قدم باتريك جيدس ذلك المفهوم في كتابه «تطور المدن» (Cities in Evolution) سنة 1910، واستخدمه الاقتصاديون مثل إريك زيمرمان سنة 1951، ولكن استخدام ديفيد لاندز للمصطلح في مقالة سنة 1966 وفي مقالته سنة 1972 بعنوان بروميثيوس غير المقيد (The Unbound Prometheus) تعريفات علمية موحدة للمصطلح، وروج لها بشدة المؤرخ الأمريكي ألفريد شاندلر (1918-2007). ومع ذلك أبدى البعض تحفظات بشأن استخدامه.
وأكد لاندز (2003) على أهمية التقنيات الجديدة خاصة الكهرباء ومحرك الاحتراق الداخلي والخامات والمواد الجديدة مثل السبائك والمواد الكيميائية وتقنيات الاتصالات مثل التلغراف والراديو، وبينما تمركزت الثورة الصناعية الأولى حول الحديد وتقنيات البخار وإنتاج الأنسجة، فإن الثورة الصناعية الثانية دارت حول صناعة الصلب والسكك الحديدية والكهرباء والمواد الكيميائية.
وأطلق فاتسلاف سميل على هذه الفترة 1867–1914 «عصر التآزر» حيث تطورت خلاله غالبية الابتكارات الكبرى. وعلى عكس الثورة الصناعية الأولى، فإن الاختراعات والابتكارات كانت تقوم على العلم.

## الصناعة والتقنية
تطور التآزر بين الحديد والصلب والسكك الحديدية والفحم في بداية الثورة الصناعية الثانية. مكنت سكك الحديد بالنقل الرخيص للمواد والمنتجات، وهذا أدى إلى سكك حديدية رخيصة لبناء المزيد من الطرق. استفادت السكك الحديدية أيضًا من الفحم الرخيص لقاطراتها البخارية. وهذا التآزر ساهم بمد 75,000 ميل من المسارات في الولايات المتحدة في ثمانينيات القرن التاسع عشر، وهو أضخم رقم في أي مكان في تاريخ العالم.

### الحديد
تقنية الانفجار الساخن التي يتم فيها استخدام غاز المداخن الساخن من فرن الصهر للتسخين المسبق لهواء الاحتراق في فرن الصهر، اخترعها جيمس بومونت نيلسون في 1828 في معامل نيلسون تاون في اسكتلندا. كان الانفجار الساخن أهم تقدم منفرد في كفاءة استهلاك الوقود في الفرن العالي حيث قلل بشكل كبير من استهلاك الوقود لصنع الحديد الخام، وتلك أحد أهم التقنيات التي طورت خلال الثورة الصناعية. تزامن انخفاض تكاليف إنتاج الحديد المطاوع مع ظهور السكك الحديدية في ثلاثينيات القرن التاسع عشر.
استخدمت التقنية الأولى للانفجار الساخن الحديد في وسط التسخين المتجدد. تسبب الحديد في مشاكل في التمدد والانكماش مما أدى إلى شد الحديد وتسبب في الفشل. قام إدوارد ألفريد كوبر بتطوير موقد كاوبر في 1857. واستخدم هذا الموقد الطوب الناري كوسيط تخزين، مما حل مشكلة التمدد والتصدع. كان موقد كاوبر قادرًا أيضًا على إنتاج حرارة عالية، مما أدى إلى زيادة القدرة الإنتاجية الأفران العالية بقوة. لا يزال موقد كاوبر مستخدمًا في أفران الصهر اليوم.
مع الانخفاض الشديد كلفة لإنتاج الحديد الخام باستخدام فحم الكوك باستخدام التفجير الساخن، ازداد الطلب وكذلك ازداد حجم الأفران العالية.

### الصلب

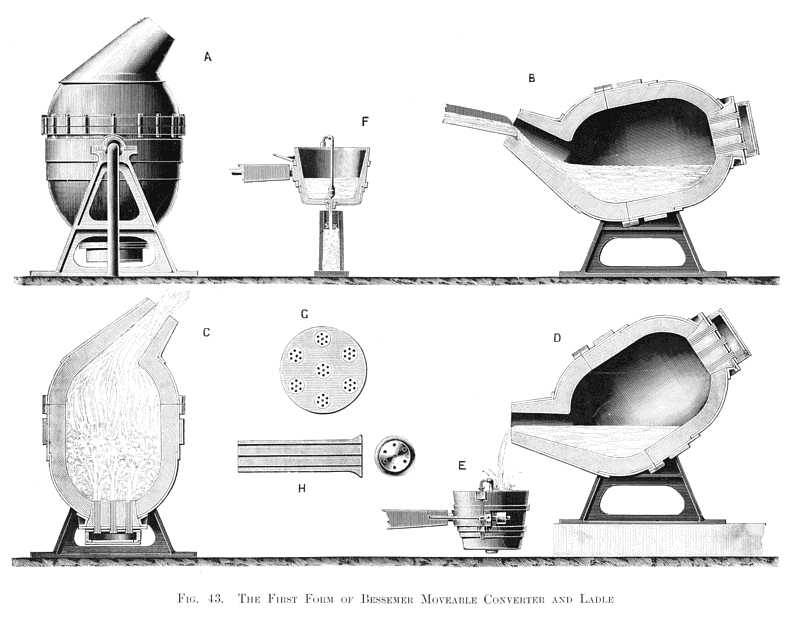
رسم توضيحي لمحول بسمر. يتم دفع الهواء من خلال ثقوب في قاع المحول مما ينشأ عنه رد فعل قوي عند صب الحديد المنصهر الذي يقوم بأكسدة السيليكون والكربون الزائد وتحويل الحديد المصبوب إما إلى الحديد النقي أو الصلب اعتمادًا على الكربون المتبقي.

سمحت طريقة بسمر التي اخترعها السير هنري بسمر بالإنتاج الضخم للصلب، وزيادة حجم وسرعة إنتاج هذه المادة الحيوية، وقلّلت من الحاجة للعمال. وكان المبدأ الرئيسي هو إزالة الكربون الزائد، والشوائب الأخرى من الحديد الخام عن طريق عملية الأكسدة بالهواء الذي يُمرَّر على الحديد المنصهر. وعملية الأكسدة هذه ترفع من درجة حرارة الكتلة الحديدية، وتبقيها منصهرة.
كان لعملية بسمر «الحمضية» قيود خطيرة من حيث أنها تتطلب خام الهيماتيت النادر نسبيًا. طور سيدني جيلكريست توماس عملية أكثر تعقيدًا لإزالة الفوسفور من الحديد. بالتعاون مع ابن عمه بيرسي جيلكريست الكيميائي في معامل بلين أفون في ويلز، حصل على براءة اختراع من عمليته في 1878؛ وكانت شركة Bolckow Vaughan & Co في يوركشاير أول شركة استخدمت عمليته الحاصلة على براءة اختراع، التي كانت ذا قيمة خاصة في قارة أوروبا، حيث كانت كمية الحديد الفوسفوري أكبر بكثير مما كانت عليه في إنجلترا، وفي كل من بلجيكا وألمانيا أصبح اسم المخترع معروفًا على نطاق واسع أكثر من بلده. وفي أمريكا على الرغم من أن الحديد غير الفوسفوري لم يكن سائدًا، إلا أن اختراعه قد لاقى اهتماما واسعاً.
كان التقدم الكبير التالي في مجال صناعة الصلب هو عملية سيمنز مارتن، فقد طوّر السير كارلس ويليام سيمنز فرن التجديد الخاص به في خمسينيات القرن التاسع عشر، وصرّح في 1857 أنه يمكنه إعادة استخدام الحرارة الناتجة من الفرن لتوفير 70-80 % من الوقود. ويعمل الفرن على درجة حرارة عالية باستخدام التسخين المسبق للوقود والهواء للاحتراق. من خلال هذه الطريقة يمكن أن يصل فرن المجمرة المكشوفة إلى درجات حرارة عالية بما يكفي لصهر الفولاذ، لكن شركة سيمنز لم تستخدمها في البداية بهذه الطريقة.

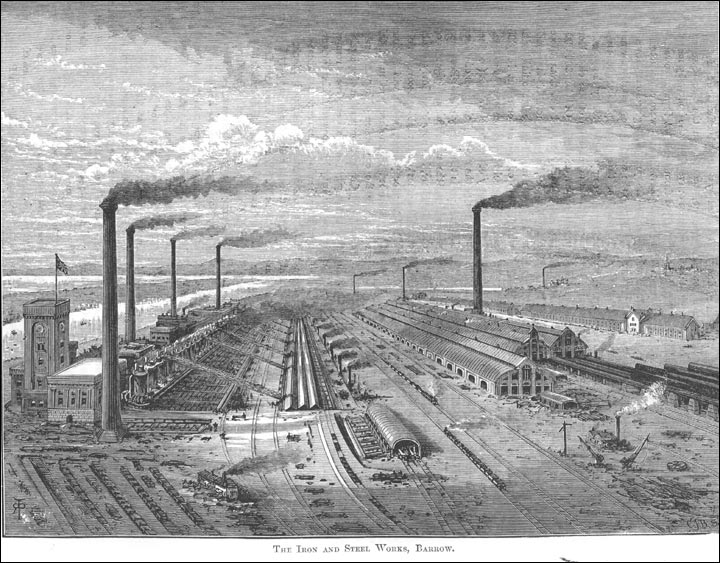
قامت شركة بارو لحديد الهيماتيت بتشغيل 18 محول بسمر وامتلكت أكبر مصانع الصلب في العالم في مطلع القرن العشرين.

وكان المهندس الفرنسي بيير إميل مارتن أول من حصل على ترخيص استخدام فرن سيمنز وتطبيقه على إنتاج الصلب سنة 1865. إن عملية سيمنز مارتن استكملت عملية بسمر بدلًا من استبدالها، ومن أهم مزاياها أنها لم تُعرّض الصلب للنتروجين المفرط (الذي سينتج فولاذًا هشًا في حال تعرضه له)، وكان من السهل التحكم بذلك، كما سمحت العملية بصهر وتكرير كميات كبيرة من خردة الصلب، مؤديةً بذلك لخفض تكاليف إنتاج الصلب. وأصبحت هذه العملية هي العملية الرائدة في صناعة الصلب في أوائل القرن العشرين.
سمح توفر الصلب الرخيص ببناء جسور أكبر وسكك حديدية أكثر وناطحات سحاب وسفن. ومن منتجات الصلب الأخرى التي يمكن تصنيعها عبر العملية السابقة الكابلات الفولاذية، وقضبان الصلب، كما أنه بفضل وجود هذه الكميات الكبيرة من الصلب أصبح من الممكن بناء مدافع وعربات أكثر قوة ودبابات وعربات قتال مدرعة وسفن بحرية.

### السكك الحديدية

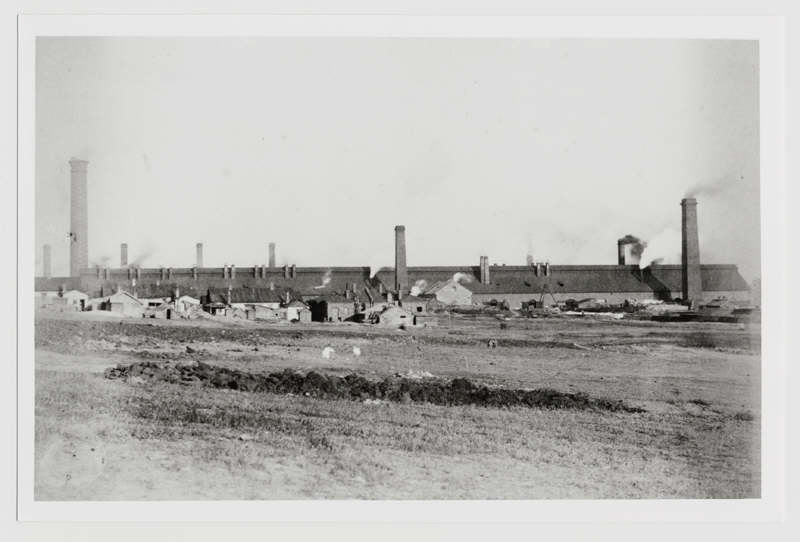
مطحنة السكك الحديدية في دونيتسك، 1887.

أدت الزيادة في إنتاج الصلب في عام 1860 إلى بناء المزيد من السكك الحديدية وبأسعار تنافسية، وبسبب كون الصلب مادة أكثر متانة من الحديد، فقد استُبدل مكان الحديد في بناء السكك الحديدية، وبسبب قوته الأكبر، يمكن الآن درفلة أطوال أطول من القضبان. كان الحديد المطاوع ناعمًا ويحتوي على عيوب ناتجة عن الخبث الموجود به. كما لم تستطع القضبان الحديدية دعم القاطرات الثقيلة وتتضرر من ضربات المطارق. وإن أوّل من صنع سككًا حديدية متينة من الصلب بدلًا من الحديد المطاوع كان روبرت فورستر موشيه من شركة داركهيل آيرون ووركس سنة 1857.
تم إرسال أول قضبان فولاذية من موشيه إلى محطة قطار ديربي ميدلاند. تم وضع القضبان في جزء من خط المحطة حيث كان لا بد من تجديد القضبان الحديدية كل ستة أشهر على الأقل، وأحيانًا ثلاثة أشهر. بعد ست سنوات، أي في 1863 بدا قضبان السكة مثالية كما كانت دائمًا، على الرغم من مرور 700 قطار عليها يوميًا. قدم هذا الأساس للتشييد المتسارع للسكك الحديدية في جميع أنحاء العالم في أواخر القرن التاسع عشر.
تم تصنيع أول سكك حديدية متوفرة تجارياً في الولايات المتحدة سنة 1867 في Cambria Iron Works في جونستاون-بنسلفانيا.
استمرت القضبان الفولاذية بالعمل أكثر من عشر مرات من الحديد، ومع انخفاض كلفة الفولاذ، تم استخدام قضبان أثقل وزنًا. سمح هذا باستخدام قاطرات أكثر قوة، والتي يمكن أن تسحب قطارات أطول، وعربات قطار أطول، وكلها زادت بقوة من إنتاجية السكك الحديدية. أصبحت السكك الحديدية الشكل المهيمن للبنية التحتية للنقل في جميع أنحاء العالم الصناعي، مما أدى إلى انخفاض مطرد في تكلفة الشحن لبقية القرن.

### الكهرباء
وضع العالم والتجريبي مايكل فاراداي الأساس النظري والعملي لتسخير الطاقة الكهربائية، وذلك من خلال بحثه في مجال كهرومغناطيسي الذي تولّد حول موصل يحمل تيارًا مباشرًا. فأنشأ فاراداي الأساس لمفهوم المجال الكهرومغناطيسي في الفيزياء. كانت اختراعاته للمحركات الكهربائية أساس الاستخدام العملي للكهرباء في التكنولوجيا.

مجال مغناطيسي دوار ثلاثي الأطوار لمحرك تيار متردد. الأقطاب الثلاثة متصلة بسلك منفصل. كل سلك يحمل 120 درجة متباعدة في الطور. تظهر الأسهم نواقل القوة المغناطيسية الناتجة. يتم استخدام ثلاث مراحل من التيار في التجارة والصناعة.

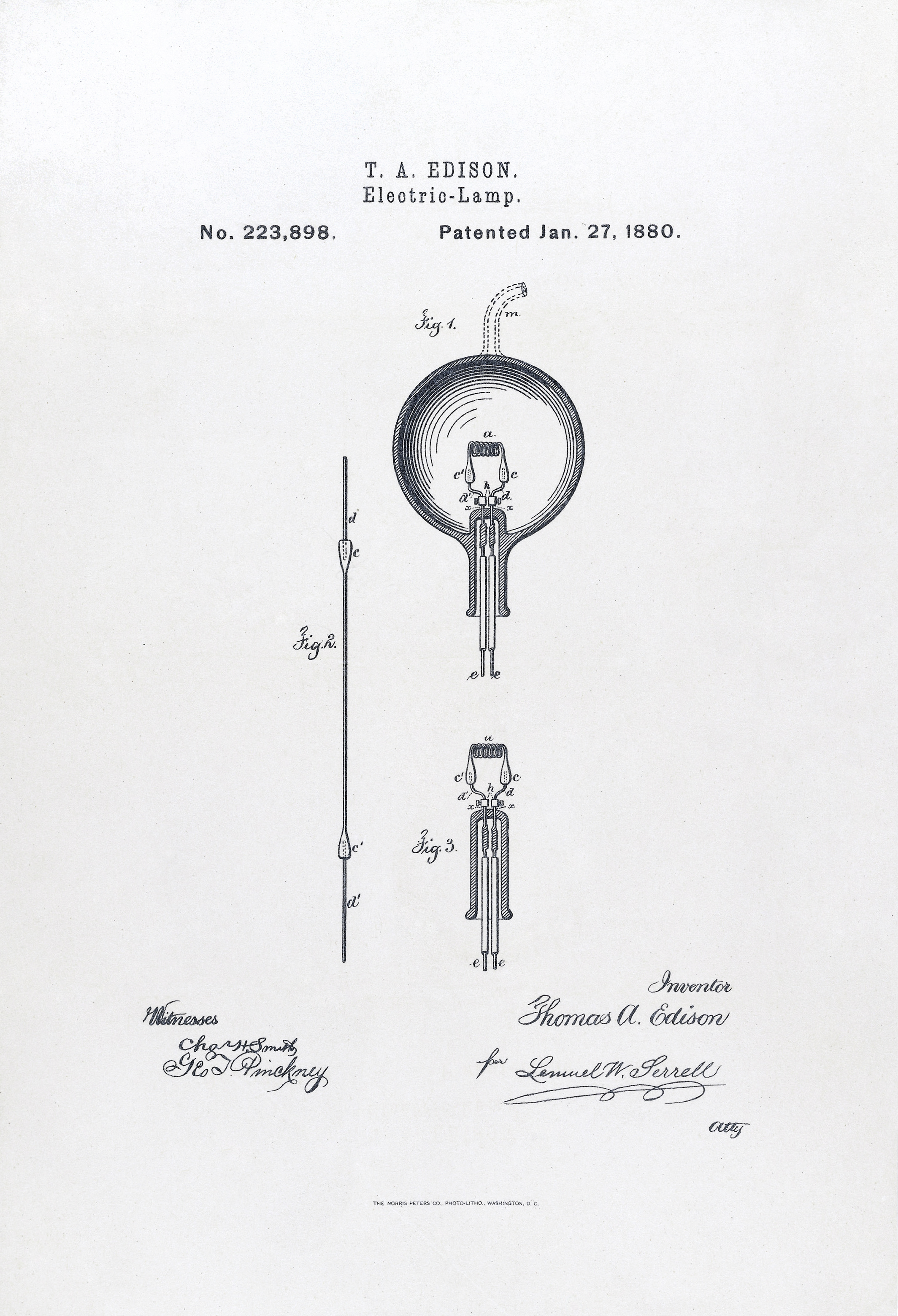
براءة اختراع أمريكية رقم 223898: المصباح الكهربائي (منحت في 27 يناير 1880).

في سنة 1881 قام السير جوزيف سوان مخترع أول مصباح متوهج عمليًا، بتزويد مسرح سافوي في مدينة وستمنستر بلندن بحوالي 1200 مصباح متوهج من سوان، فكان أول مسرح وأول مبنى عام في العالم تضاء بالكامل بالكهرباء. تم بالفعل استخدام مصباح سوان في 1879 لإضاءة شارع موسلي في نيوكاسل، وهو أول تركيب كهربائي لإنارة الشوارع في العالم. هذا مهد الطريق لكهربة المصانع والمنازل. تم افتتاح أول مصنع توزيع مركزي واسع النطاق في هولبورن في لندن سنة 1882 ولاحقًا محطة بيريل ستريت في مدينة نيويورك.
بنيت أول محطة حديثة للطاقة الكهربائية في العالم من قبل المهندس الإنكليزي سيباستيان دي فيرانتي في دبتفورد، ولم يسبق لها مثيل في ذلك الوقت، واستخدمت تيار متردد عالي الجهد (10 آلاف فولط)، وأنتجت 800 كيلو واط، وزوّدت وسط لندن بالطاقة الكهربائية. عند اكتمالها في 1891 قامت بتزويد طاقة التيار المتردد عالية الجهد والتي تم تخفيضها بمحولات للاستهلاك العادي في كل شارع. سمح التزود بالكهرباء بتطورات رئيسية نهائية في طرق التصنيع للثورة الصناعية الثانية، وبالتحديد خط التجميع والإنتاج الضخم. أُطلق على الكهرباء بأنها أهم إنجاز هندسي في القرن العشرين من قبل الأكاديمية الوطنية للهندسة، وأدّت الإضاءة الكهربائية في المصانع إلى تحسين ظروف العمل، لأنها خلّصت العمال من الحرارة والتلوث الناجمين عن الإضاءة باستخدام الغاز، وحدّت من مخاطر الحرائق. طور فرانك سبراغ أول محرك ناجح للتيار المستمر سنة 1886. وفي سنة 1889 كانت 110 خطوط سكك حديدية كهربائية تستخدم معداته أو تحت التخطيط. وأصبح الترام في الشوارع الكهربائية من أهم البنية التحتية قبل 1920. تم تطوير محرك التيار المتردد (المحرك الحثي) في تسعينيات القرن التاسع عشر وسرعان ما بدأ استخدامه في كهربة الصناعة. لم تصبح كهربة المنازل شائعة حتى عشرينيات القرن الماضي، وبعد ذلك فقط في المدن. تم تقديم الإضاءة الفلورية تجاريًا في المعرض العالمي لسنة 1939.
سمحت الكهرباء بإنتاج مواد كهرو كيميائية غير مكلفة، مثل الألمنيوم والكلور وهيدروكسيد الصوديوم والمغنزيوم.

### عدة الورشة

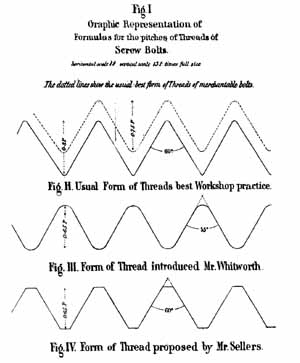
تمثيل رسومي لصيغ ميول لفات البراغي.

بدأ استخدام عدة الصيانة مع بداية الثورة الصناعية الأولى، من ثم فزيادة الميكنة تطلّب زيادة في إنتاج القطع المعدنية التي تحتاجها، والتي كانت تُصنع عادة من الحديد الصب (أو الزهر) والحديد المطاوع، وكانت اليد العاملة في هذا المجال تفتقر إلى الدقة وبطيئة ومكلفة. وكانت أولى عدد الصيانة هي آلة الثقب لجون ويلكنسون التي أحدثت ثقبًا دقيقًا في أول محرك بخاري لجيمس وات في 1774. يمكن إرجاع التقدم في دقة عدة الصيانة إلى هنري مودسلاي وصقلها جوزيف ويتوورث. بدأ توحيد المعايير للفات البراغي مع هنري مودسلاي في سنة 1800، عندما جعلت مخرطة القطع اللولبي الحديثة براغي الآلة بتسنين على شكل V وقابلة للتبديل سلعة عملية.
وفي 1841 ابتكر جوزيف ويتوورث تصميمًا نموذجيًا للمعدات الآلية، فاعتمدته العديد من شركات السكك الحديدية البريطانية، وكان أول معيار وطني لعدد الصيانة في العالم وسمي بمعيار ويتوورث البريطاني British Standard Whitworth (BSW). واستُخدم هذا التصميم من أربعينيات إلى ستينيات القرن التاسع عشر، وغالبًا ما تم استخدام هذا المعيار في الولايات المتحدة وكندا أيضًا، بالإضافة إلى عدد لا يحصى من المعايير داخل الشركات وفيما بينها.
تظهر أهمية عدة الورشة في الإنتاج الضخم من خلال حقيقة أن إنتاج فورد موديل تي استخدم 32,000 قطعة من عدة الورشة، معظمها يعمل بالكهرباء. نُقل عن هنري فورد قوله إن الإنتاج الضخم لم يكن ممكناً بدون الكهرباء لأنه سمح بوضع عدة الورشة والمعدات الأخرى في ترتيب سير العمل.

### صناعة الورق
أول آلة لصناعة الورق كانت آلة فوردرينييه، التي بناها سيلي وهنري فوردرينييه، اللذان كانا بائعا قرطاسية في لندن. وفي 1800 درس ماتياس كوبس الذي كان يعمل في لندن فكرة استخدام الخشب في صناعة الورق، وبدأ عمله في الطباعة بعد عام. ولكن لم ينجح مشروعه بسبب تكلفته الباهظة في ذلك الوقت.
في أربعينيات القرن التاسع عشر، ابتكر كل من تشارلز فينيرتي في نوفا سكوشا وفريدريك جوزيف كيلر في ساكسونيا آلة ناجحة لاستخراج الألياف من الخشب (واستخرجوها من الخرق أيضًا) والتي انطلاقًا منها صنعوا الورق، وأدى ذلك إلى بدء عهد جديد لهذه الصناعة، بالإضافة إلى اختراع قلم الحبر وقلم الرصاص الذي أُنتج بكميات كبيرة في نفس الفترة، وبالتزامن مع ظهور آلة الطباعة الدوارة التي تعمل بالبخار، فإن الورق ذو الأساس الخشبي تسبب في نقلة كبيرة في اقتصاد القرن التاسع عشر ومجتمعات البلدان الصناعية. ومع إدخال الورق الأرخص والكتب المدرسية والأدب الروائي والأدب الحقيقي والصحف أصبحت متاحة تدريجيًا مع سنة 1900. كما سمح الورق الخشبي الرخيص بالاحتفاظ باليوميات الشخصية أو كتابة الرسائل، وفي سنة 1850 توقفت مهنة الكاتب أو موظف الكتابة عن كونها وظيفة رفيعة المستوى. وفي ثمانينيات القرن التاسع عشر بدأ استخدام العمليات الكيميائية لتصنيع الورق، وأصبحت مهيمنة سنة 1900.

### النفط
بدأت الصناعات النفطية (كل من الإنتاج والتكرير) في 1848 مع أول أعمال النفط في اسكتلندا. أنشأ الكيميائي جيمس يونغ شركة صغيرة لتكرير النفط الخام سنة 1848، واكتشف يونغ من خلال عملية التقطير البطيء يمكنه الحصول على عدد من السوائل المفيدة، وأطلق على إحداها اسم «زيت البارافين» لأنها تتجمّع في درجات الحرارة المنخفضة بشكل مادة تشبه شمع البارافين. وفي سنة 1850 قام يونغ ببناء أول مصنع تجاري للنفط وتكرير النفط في العالم في باثغيت، باستخدام الزيت المستخرج من التوربانيت والصخر الزيتي والفحم البيتوميني المستخرج محليًا لتصنيع النفتا وزيوت التشحيم؛ لم يتم بيع البارافين لاستخدام الوقود والبارافين الصلب حتى 1856.
تم تطوير حزمة أدوات الحفر سنة 100 ق.م في الصين القديمة، واستخدمت لحفر الآبار المالحة. كما تحتوي قباب الملح على الغاز الطبيعي الذي أنتجته بعض الآبار والذي كان يستخدم لتبخير المحلول الملحي. أُدخلت تقنية حفر الآبار الصينية إلى أوروبا سنة 1828.
على الرغم من العديد من الجهود قد بذلت في منتصف القرن التاسع عشر للتنقيب عن النفط، إلا أن بئر إدوين دريك 1859 بالقرب من تيتوسفيل (بنسيلفانيا) يعتبر أول «بئر نفط حديث». أشعل بئر دريك طفرة كبيرة في إنتاج النفط في الولايات المتحدة. وقد تعلم دريك بالحفر عبر حزمة أدوات الحفر من العمال الصينيين في الولايات المتحدة. كان أول منتج أولي هو الكيروسين للمصابيح والسخانات. وجرت استحداثات مماثلة حول باكو غذت فيها السوق الأوروبية.
كانت إضاءة الكيروسين أكثر كفاءة وأقل تكلفة من الزيوت النباتية والشحم وزيت الحوت. على الرغم من أن إضاءة الغاز في المدن كانت متوفرة في بعض المدن، إلا أن الكيروسين أنتج ضوءًا أكثر إشراقًا حتى اختراع عباءة الغاز. ثم استبدل كلاهما بالكهرباء لإضاءة الشوارع بعد تسعينيات القرن التاسع عشر وللأسر خلال عشرينيات القرن الماضي. كان البنزين منتجًا ثانويًا غير مرغوب فيه لتكرير النفط حتى تم إنتاج السيارات بكميات كبيرة بعد 1914. ثم ظهر نقص في البنزين خلال الحرب العالمية الأولى. فساهم اختراع عملية بورتون للتكسير الحراري إلى مضاعفة محصول البنزين، مما ساعد في تخفيف النقص.

### المواد الكيميائية

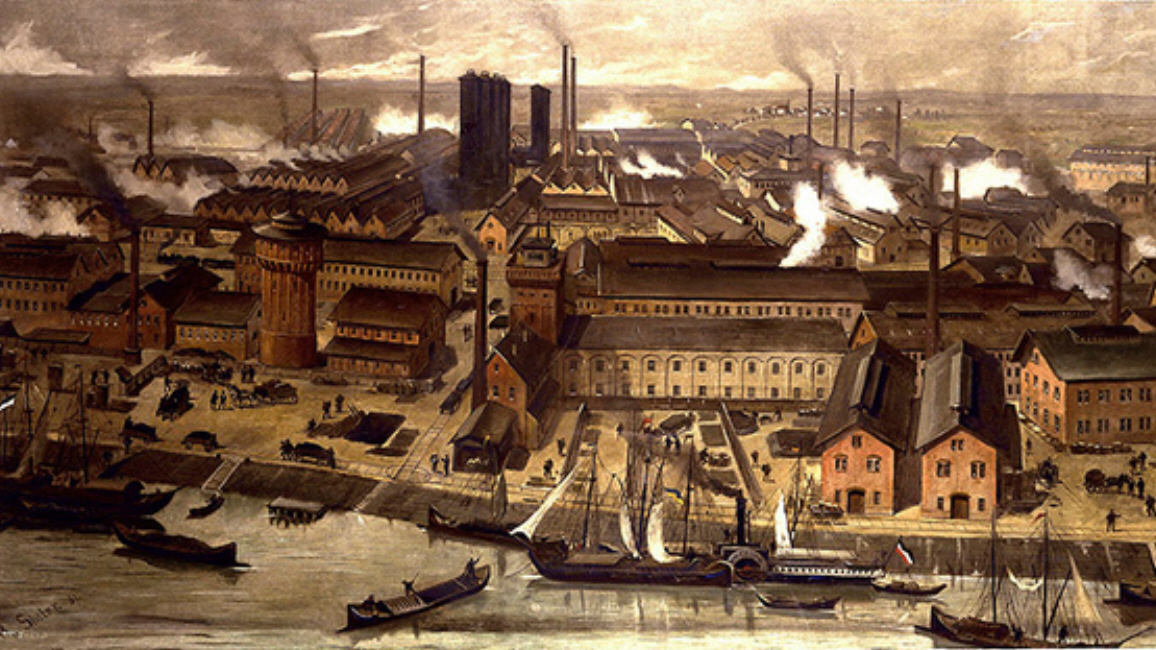
مصانع باسف الكيميائية في لودفيغسهافن الألمانية 1881

اكتشف الكيميائي الإنجليزي ويليام هنري بيركن الصبغة الاصطناعية سنة 1856. وفي ذلك الوقت كانت الكيمياء في حالة بدائية تمامًا. ولا يزال تحديد ترتيب العناصر في المركبات اقتراحًا صعبًا، وكانت الصناعة الكيميائية في مهدها. كان الاكتشاف العرضي لبيركين هو أنه يمكن تحويل الأنيلين جزئيًا إلى خليط خام ينتج عند استخراجه بالكحول مادة ذات لون أرجواني كثيف. قام بزيادة إنتاج الموفين الجديد وتسويقه لتكون أول صبغة اصطناعية في العالم.
بعد اكتشاف الموفين ظهرت العديد من أصباغ الأنيلين الجديدة (اكتشف بيركن بعضها) وتم إنشاء المصانع المنتجة لها في جميع أنحاء أوروبا. ولكن مع نهاية القرن 19 وجدت شركة بيركن وشركات بريطانية أخرى أن جهود البحث والتطوير الخاصة بها قد تفوقت عليها الصناعة الكيميائية الألمانية التي أصبحت مهيمنة على العالم مع بداية 1914.

### التقنية البحرية

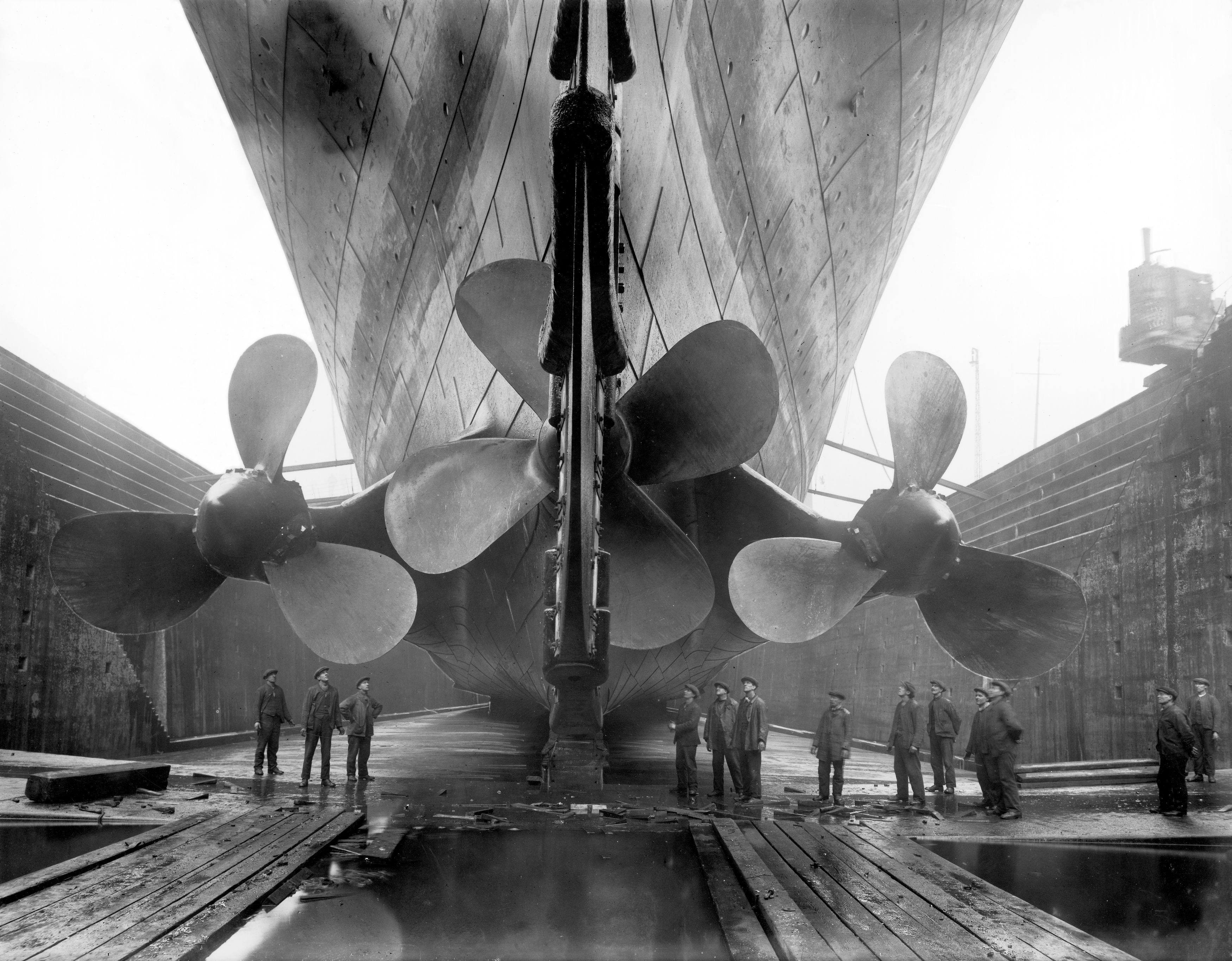
مراوح آر إم إس أوليمبيك، 1911

تشغيل محرك بخاري أسطواني متذبذب بسيط

شهد هذا العصر ولادة السفينة الحديثة حيث اجتمع التقدم التكنولوجي المتفاوت.
اخترع فرانسيس بيتيت سميث المروحة اللولبية سنة 1835، وقد اكتشف طريقة لبناء المراوح عن طريق الصدفة. حتى ذلك الوقت كانت المراوح لولبية وبطول كبير. ولكن أثناء اختبار قارب بدفع مروحة لولبية واحدة، انقطع اللولب، تاركًا جزءًا منه يشبه إلى حد كبير مروحة القارب الحديثة. فتحرك القارب بشكل أسرع مع المروحة المكسورة. تبنت القوات البحرية تفوق اللولب على المجاذيف. أدت تجارب سميث مع إس إس أرخميدس وهي أول سفينة بخارية تعمل بالمروحة الدافعة، إلى إجراء تنافس شد الحبل الشهيرة سنة 1845 بين HMS Rattler التي تعمل بالمراوح والباخرة HMS Alecto؛ فسحبت الأولى السفينة التالية للخلف بسرعة 2.5 عقدة (4.6 كم / ساعة).
بنت شركة مصانع هورسلي للحديد أول باخرة حديدية بحرية بمحرك متذبذب للطاقة مبتكر، وأطلق عليها اسم آرون مانبي. تم بناء القارب في تيبتون باستخدام براغي مؤقتة، حيث تم تفكيكه لنقله إلى لندن، ثم أعيد تجميعه في نهر التايمز سنة 1822، هذه المرة باستخدام مسامير ثابتة.
تبع ذلك تطورات تكنولوجية أخرى، مثل اختراع المكثف السطحي الذي سمح للغلايات بالعمل على المياه النقية بدلاً من المياه المالحة، مما يلغي الحاجة إلى التوقف لتنظيفها عند الرحلات البحرية الطويلة. كانت السفينة الغربية الكبرى التي بناها المهندس إسامبارد كينجدم برونيل هي أطول سفينة في العالم بارتفاع 236 قدمًا (72 مترًا) بعارضة يبلغ ارتفاعها 250 قدمًا (76 مترًا) وكانت أول من أثبت أن خدمات البواخر عبر المحيط الأطلسي هي قابلة للتطبيق. تم بناء السفينة بشكل أساسي من الخشب، إلا أن برونل أضاف مسامير وتعزيزات قطرية حديدية للحفاظ على قوة العارضة. بالإضافة إلى عجلات المجذاف (النواعير) التي تعمل بالبخار، حملت السفينة أربعة صواري للأشرعة.
,
تبع برونل ذلك بإنشاء إس إس جريت برتن التي تم إطلاقها سنة 1843 واعتبرت أول سفينة حديثة مبنية من المعدن بدلاً من الخشب، وتعمل بمحرك بدلاً من الرياح أو المجاديف، وتدار بواسطة المروحة بدلاً من عجلة المجذاف. جعلت رؤية برونيل وابتكاراته الهندسية من بناء البواخر المعدنية الكبيرة الحجم التي تدار بالمروحة حقيقة عملية، لكن الظروف الاقتصادية والصناعية السائدة تعني أن السفر بالبخار عبر المحيطات سوف يستغرق عدة عقود قبل أن يظهر كصناعة قابلة للحياة.

طريقة عمل المحرك البخاري الثلاثي: يدخل البخار الساخن من اليسار ثم يُوجه إلى الأسطوانة الثانية ومنها إلى الثالثة ليخرج وقد فقد طاقته.

بدأ استخدام المحركات البخارية التوسعية المتعددة عالية الكفاءة على السفن، مما سمح لها بحمل فحم أقل من الشحن. وتم بناء المحرك المتذبذب لأول مرة بواسطة آرون مانبي وجوزيف مودسلاي في عشرينيات القرن التاسع عشر كنوع من المحركات ذات المفعول المباشر الذي تم تصميمه لتحقيق مزيد من التخفيضات في حجم المحرك ووزنه. فالمحركات المتذبذبة لها قضبان مكبس متصلة مباشرة بعمود الكرنك، مما يغني عن الحاجة إلى قضبان التوصيل. لتحقيق هذا الهدف لم تكن أسطوانات المحرك ثابتة كما هو الحال في معظم المحركات، ولكنها مثبتة في المنتصف بواسطة مرتكزات تسمح للأسطوانات نفسها بالدوران ذهابًا وإيابًا أثناء دوران العمود المرفقي، ومن هنا جاء مصطلح التذبذب.
وكان جون بن المهندس في البحرية الملكية قد أتقن المحرك المتذبذب. ومن أوائل محركاته محرك شعاع الجندب [الإنجليزية]. وفي سنة 1844 استبدل محركات اليخت الأميرالية إتش إم إس بلاك إيجل بمحركات متذبذبة مضاعفة القوة، دون زيادة في الوزن أو المساحة المشغولة. وهذا إنجاز حطم هيمنة الإمداد البحري لشركة بولتون ووات وشركة مودسلاي سن آند فيلد. قدم بن أيضًا محرك الجذع لقيادة المراوح اللولبية في السفن الحربية. كانت السفن «HMS Encounter (1846)» و «HMS Arrogant (1848)»«» أول السفن التي زودت بمثل تلك المحركات وكانت فعاليتها هي أنه حتى وقت وفاة بن سنة 1878، تم تركيب المحركات في 230 سفينة وكانت أول محركات بحرية ذات إنتاج كبير وعالية الضغط.
أدت الثورة في التصميم البحري إلى ظهور أول بوارج حديثة في سبعينيات القرن التاسع عشر، والتي تطورت من التصميم الحديدي في ستينيات القرن التاسع عشر. تم بناء السفن البرجية من فئة الكاسحة للبحرية الملكية البريطانية لتكون أول فئة من السفن الرئيسية التي تسير في المحيط لا تحمل أشرعة، وأيصا الأولى التي تم تركيب أسلحتها الرئيسية بالكامل فوق الهيكل بدلاً من داخله.

### المطاط
مهدت عملية تقسية المطاط بواسطة الأمريكي تشارلز جوديير والإنجليزي توماس هانكوك في أربعينيات القرن التاسع عشر الطريق أمام صناعة المطاط المتنامية، وخاصة الإطارات المطاطية.
طور جون بويد دنلوب أول إطار هوائي عملي سنة 1887 في جنوب بلفاست. أظهر ويلي هيوم تفوق الإطارات الهوائية التي اخترعتها دنلوب حديثًا في 1889، حيث فاز بأول سباقات الإطارات على الإطلاق في أيرلندا ثم إنجلترا.
 وصل تطوير دنلوب للإطارات الهوائية في وقت حرج مع تطوير النقل البري والإنتاج التجاري الذي بدأ أواخر 1890.

### الدرّاجات
صمم المهندس الإنجليزي هاري جون لوسون الدرّاجة الحديثة سنة 1876، لكن بعد بضعة سنوات تمكن جون كيم ستارلي من إنتاج أول دراجة آمنة وناجحة تجاريًا. وسرعان ما نمت شعبيتها، مما تسبب في ازدهار الدراجات [الإنجليزية] في تسعينيات القرن التاسع عشر.
تحسنت شبكات الطرق في تلك الفترة بعد استخدام طريقة تحصيب الطرق التي ابتكرها المهندس الإسكتلندي جون لودون ماك آدم، وتم بناء الطرق ذات الأسطح الصلبة مع زمن جنون الدراجات في تسعينيات القرن التاسع عشر. تم تسجيل براءة اختراع لنظام تعبيد الطرق الحديث عن طريق المهندس المدني البريطاني إدغار بورنيل هولي سنة 1901.

### السيارات

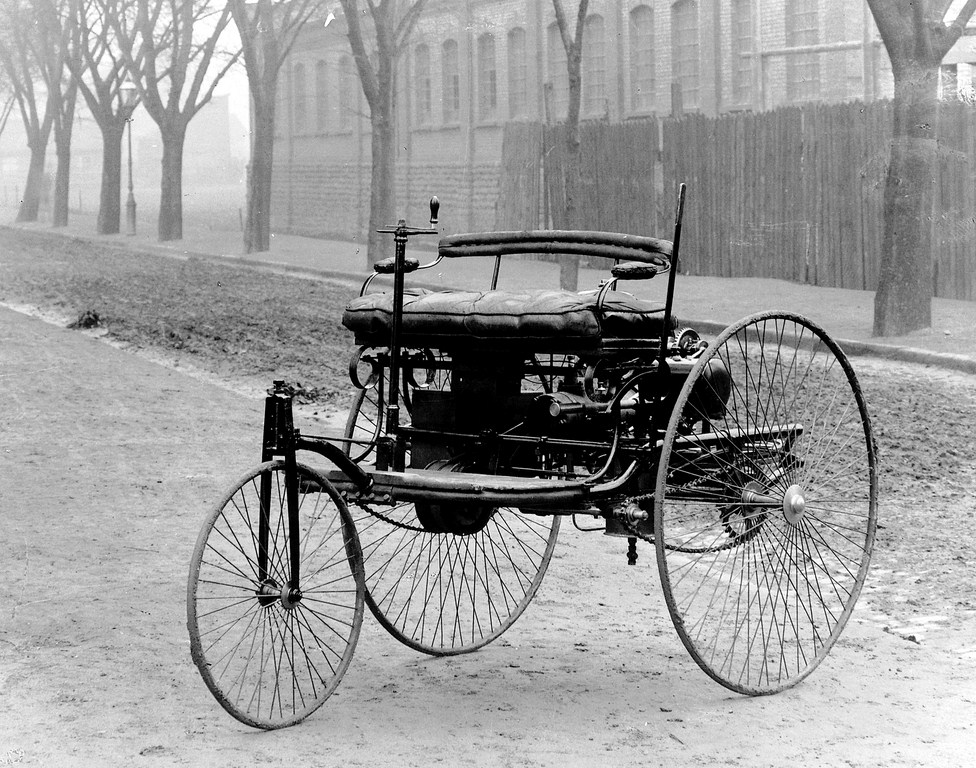
بنز باتينت موتورفاغن أول سيارة في العالم أنتجت سنة 1885

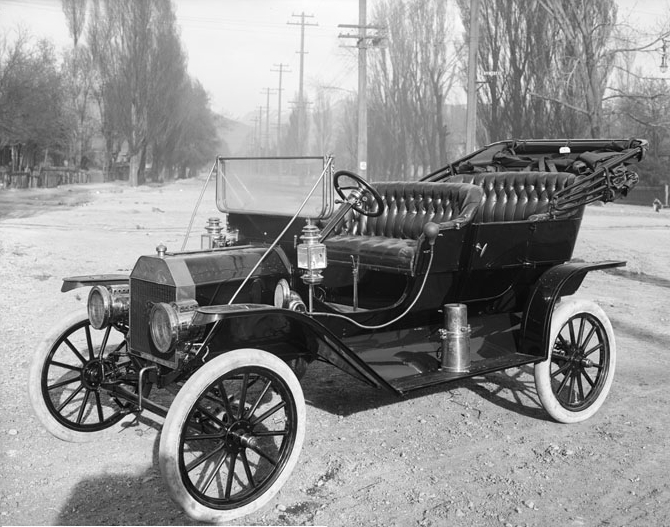
فورد موديل تي 1910

حصل المخترع الألماني كارل بنز على براءة اختراع أول سيارة في العالم في 1886، وهي تتميز بأنها عجلة ذات أسلاك [الإنجليزية] (على عكس العجلات الخشبية للعربات) ولها محرك رباعي الأشواط بتصميم خاص بين العجلات الخلفية، مع مولد شرارة الإشعال (كويل) متطور للغاية والتبريد بالتبخير بدلاً من المبرد. وتنقل الطاقة عن طريق جنزيرين إلى المحور الخلفي. كانت أول سيارة مصممة بالكامل على هذا النحو لتوليد قوتها الخاصة، وليس مجرد عربة تعمل بمحرك أو عربة حنطور. ثم بدأ بنز في بيع السيارة (أعلن عنها باسم بنز باتينت موتورفاغن) في أواخر صيف 1888، مما جعلها أول سيارة متوفرة تجارياً في التاريخ.
بنى هنري فورد سيارته الأولى سنة 1896 وكان رائدًا في تلك الصناعة، وأسّس شركته مع شركائه في 1903. حيث كافح فورد وشركته في إيجاد طرق لتوسيع نطاق الإنتاج بما يتماشى مع رؤية هنري فورد لسيارة مصممة ومصنعة على نطاق واسع بحيث تكون في متناول العامل العادي. كان الحل الذي طورته شركة فورد هو إعادة تصميم المصنع بالكامل بعدة ورشة وآلات ذات أغراض خاصة تم وضعها بشكل ممنهج في تسلسل العمل. فأبعدت كل الأعمال اليدوية غير الضرورية عن طريق وضع جميع الأعمال والأدوات في متناول اليد، وحيثما يكون ذلك عمليًا على الناقلات، وتشكيل خط التجميع حيث يطلق على العملية الكاملة اسم الإنتاج الضخم. كانت هذه هي المرة الأولى في التاريخ التي يتم فيها تصنيع منتج كبير ومعقد يتكون من 5000 قطعة بمقياس مئات الآلاف في السنة. سمحت الوفورات من طرق الإنتاج الضخم بانخفاض سعر طراز T من 780 دولارًا في 1910 إلى 360 دولارًا سنة 1916. وفي 1924 تم إنتاج 2 مليون طراز T وبيع 290 دولارًا لكل منها.

### العلوم التطبيقية
فتحت العلوم التطبيقية العديد من الفرص. ففي منتصف القرن التاسع عشر كان هناك فهم علمي للكيمياء وفهم أساسي للديناميكا الحرارية، فاقترب كلا العلمين من شكلهما الأساسي الحالي أواخر القرن التاسع عشر. وقد استخدمت مبادئ الديناميكا الحرارية في تطوير الكيمياء الفيزيائية. ساعد الفهم القوي للكيمياء بتطوير التصنيع الكيميائي غير العضوي الأساسي وصناعات صبغ الأنيلين.
تقدم علم المعادن من خلال أعمال هنري كليفتون سوربي وآخرين. كان سوربي رائدًا في دراسة الحديد والصلب تحت المجهر، مما مهد الطريق لفهم علمي للمعادن والإنتاج الكبير للفولاذ. حيث استخدم في 1863 النقش بالحمض لدراسة التركيب المجهري للمعادن، وكان أول من أدرك أن كمية قليلة ومحددة من الكربون أعطت الفولاذ قوته. مهد هذا الطريق لهنري بسمر وروبرت فورستر موشيه لتطوير طريقة لإنتاج الصلب بكميات كبيرة.
وكذلك تطورت عمليات لتنقية عناصر مثل الكروم والموليبدينوم والتيتانيوم والفاناديوم والنيكل والتي امكن استخدامها لصنع مركبات ذات الخصائص الخاصة، وبالذات مع الفولاذ. ومثال على ذلك فولاذ الفاناديوم قوي ومقاوم للإجهاد، وقد استخدم في نصف فولاذ السيارات. تم استخدام سبائك الفولاذ في كريات المحمل التي استخدمت في صناعة الدراجات في ثمانينيات القرن التاسع عشر. بدأ استخدام المحامل الكروية والأسطوانات أيضًا في الآلات. وتُستخدم سبائك مهمة أخرى في درجات الحرارة المرتفعة، مثل شفرات التوربينات البخارية والفولاذ المقاوم للصدأ لمقاومة التآكل.
صنعت أعمال يوستوس فون ليبيغ وآوغست هوفمان الأساس للكيمياء الصناعية الحديثة. واعتبر ليبيغ «أب صناعة الأسمدة» لاكتشافه النيتروجين من مغذيات النبات الأساسية، ثم قام بتأسيس شركة أنتجت مستخلص اللحم ‹Oxo›. وترأس هوفمان مدرسة الكيمياء العملية في لندن تحت أسلوب الكلية الملكية للكيمياء، وأدخل الاتفاقيات الحديثة للنمذجة الجزيئية وعلّم بيركين الذي اكتشف أول صبغة اصطناعية.
تم تطوير علم الديناميكا الحرارية إلى شكله الحديث بواسطة سادي كارنو وويليام رانكين ورودولف كلاوزيوس وويليام طومسون وجيمس كليرك ماكسويل ولودفيج بولتزمان وجوزيه غيبس. تم تطبيق تلك المبادئ العلمية على مجموعة متنوعة من الاهتمامات الصناعية، ومنها تحسين كفاءة الغلايات والتوربينات البخارية. وكان عمل مايكل فاراداي وآخرين محوريًا في وضع أسس الفهم العلمي الحديث للكهرباء.
كان للعالم الإسكتلندي ماكسويل تأثير خاص - فقد كانت اكتشافاته إيذانا ببدء عصر الفيزياء الحديثة. وكانت أبرز إنجازاته هي صياغة مجموعة من المعادلات التي وصفت الكهرباء والمغناطيسية والبصريات بأنها مظاهر لنفس الظاهرة وهي المجال الكهرومغناطيسي. أدى توحيد الظواهر الضوئية والكهربائية إلى التنبؤ بوجود موجات الراديو وكان أساس التطور المستقبلي لتكنولوجيا الراديو بواسطة هيوز وماركوني وآخرين.
طور ماكسويل نفسه أول صورة فوتوغرافية ملونة دائمة في 1861 ونشر أول معالجة علمية لنظرية التحكم التي هي أساس التحكم في العمليات، والتي تستخدم على نطاق واسع في الأتمتة، وخاصة في عمليات التصنيع وللتحكم في السفن والطائرات. تم تطوير نظرية التحكم لتحليل عمل منظم الطرد المركزي على المحركات البخارية. بدأ استخدام المنظمات في أواخر القرن الثامن عشر في طواحين الهواء والماء لتحديد فجوات أحجار الطاحونة بشكل صحيح، وتم تكييفها مع المحركات البخارية بواسطة جيمس وات. واستخدمت إصدارات محسنة منها في تثبيت آليات التتبع التلقائي للتلسكوبات وللتحكم في سرعة مراوح السفن ودفاتها. ومع ذلك كانت تلك المنظمات بطيئة ومتأرجحة حول نقطة التحديد. كتب ماكسويل ورقة بحثية تحلل رياضيًا تصرفات المنظمات، والتي شكلت بداية التطور الرسمي لنظرية التحكم. تم تحسين العلم باستمرار حتى تحول إلى تخصص هندسي.

### السماد
كان يوستوس فون ليبيغ أول من فهم أهمية الأمونيا في السماد، وعزز أهمية المعادن غير العضوية لتغذية النباتات. ففي إنجلترا حاول تطبيق نظرياته تجاريًا من خلال سماد أنشأه عن طريق معالجة فوسفات الجير في وجبة العظام بحمض الكبريتيك. وكان جون بينيت لوز رائدًا آخر في هذا العلم، حيث بدأ في تجربة تأثيرات السماد الطبيعي على النباتات التي تنمو في الأصيص في 1837، مما أدى إلى تكوين روث عن طريق معالجة الفوسفات بحمض الكبريتيك. كان هذا أول منتج للصناعة الوليدة من السماد الاصطناعي.
أدى اكتشاف كوبروليت بكميات تجارية في شرق أنجليا إلى قيام فايزونز وإدوارد باكارد إلى تطوير واحد من أولى مصانع الأسمدة التجارية واسعة النطاق في برامفورد وسناب في خمسينيات القرن التاسع عشر. وفي سبعينيات القرن ذاته تم شحن السوبر فوسفات المنتج في تلك المصانع حول العالم من ميناء إبسويتش.
تم تطوير عملية بيركلاند-إيد لعالم الصناعة النرويجي كريستيان بيركلاند مع شريكه في العمل سام إيد سنة 1903، ولكن سرعان ما تم استبدالها بعملية هابر الأكثر كفاءة، والتي طورها الكيميائيان الألمانيان الحائزان على جائزة نوبل: كارل بوش من شركة إي غه فاربن وفريتز هابر. استخدمت العملية النيتروجين الجزيئي (N2) وغاز الميثان (CH4) في تخليق مستدام اقتصاديًا للأمونيا (NH3). الأمونيا المنتجة في عملية هابر هي المادة الخام الرئيسية لإنتاج حمض النيتريك.

### المحركات والتوربينات

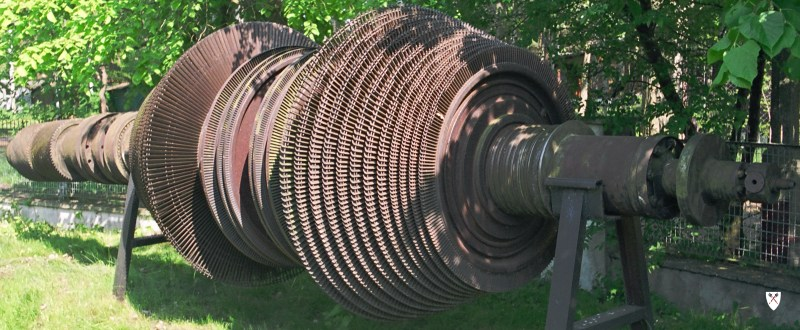
عنفة بارسونز البخارية من المدمرة البولندية ORP Wicher (1928)

طور السير تشارلز بارسونز عنفة بخارية (التوربين) سنة 1884. تم توصيل طرازه الأول بدينامو يولد 7.5 كيلو واط (10 حصان) من الكهرباء. أدى اختراع توربينات بارسون البخارية إلى توفير الكهرباء الرخيصة، وأحدث ثورة في النقل البحري وتسليح البحرية. وعند موت بارسون كان التوربين الخاص به قد تم اعتماده في جميع محطات الطاقة العالمية الكبرى. على عكس المحركات البخارية السابقة أنتجت العنفة طاقة دورانية بدلاً من الطاقة الترددية التي تتطلب كرنك وحدافة ثقيلة. سمح العدد الكبير من منصات التوربين بتحسن الكفاءة وتقليل الحجم بنسبة 90٪. وأول تطبيق عملي للتوربينات كان في الشحن تلاه توليد الكهرباء سنة 1903.
وأول محرك احتراق داخلي واسع الاستخدام كان من نوع أوتو في 1876. منذ ثمانينيات القرن التاسع عشر وحتى وقت تمديد الكهرباء، نجح هذا المحرك في المتاجر الصغيرة لأن المحركات البخارية الصغيرة كانت غير فعالة وتتطلب الكثير من التصليحات. سرعان ما بدأ استخدام محرك أوتو في تشغيل السيارات، وظل هو محرك البنزين الشائع اليوم.
تم تصميم محرك الديزل بشكل مستقل بواسطة رودولف ديزل وهربرت أكرويد ستيوارت في تسعينيات القرن التاسع عشر باستخدام قوانين الديناميكا الحرارية بهدف محدد هو أن يكون عالي الكفاءة. استغرق الأمر عدة سنوات لإتقانها وانتشارها، وقد طبقت في السفن أولا قبل تشغيل القاطرات. لا يزال هو المحرك الرئيسي الأكثر كفاءة في العالم.

### الاتصالات

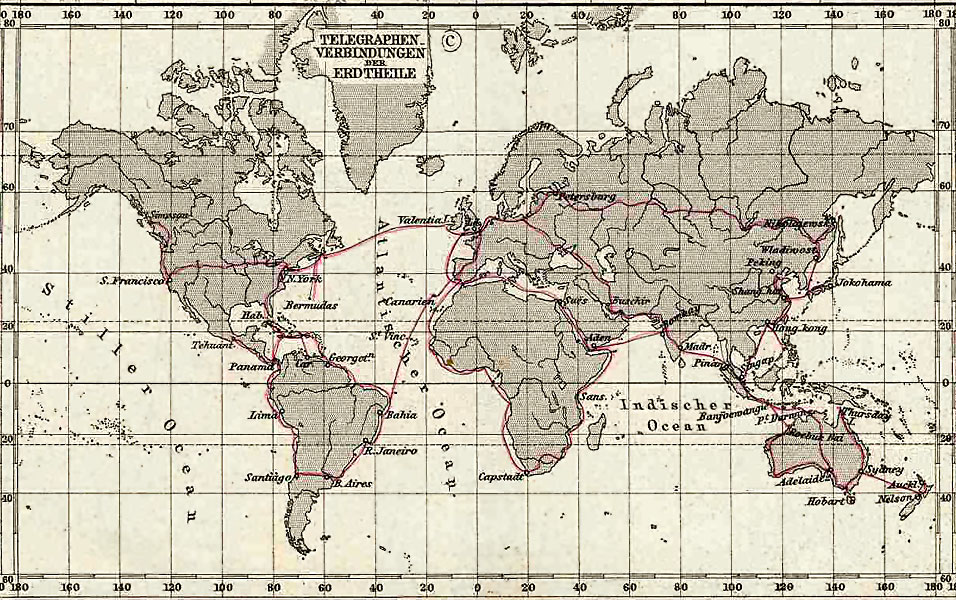
خطوط التلغراف الرئيسية في 1891.

جرى تركيب أول نظام تلغراف تجاري من قبل السير ويليام فوثرجيل كوك وتشارلز ويتستون في مايو 1837 بين محطة سكة حديد يوستون وكامدن تاون في لندن.
حدث التوسع السريع لشبكات التلغراف على مدار القرن، حيث قام جون واتكينز بريت ببناء أول كابل تحت البحر بين فرنسا وإنجلترا. تأسست شركة أتلانتيك تلغراف في لندن سنة 1856 وبدأت بناء كابل تلغراف تجاري عبر المحيط الأطلسي. اكتمل هذا التمديد بنجاح في 18 يوليو 1866 بعد العديد من الحوادث المؤسفة على طول الطريق. من خمسينيات القرن التاسع عشر حتى 1911 هيمنت أنظمة الكابلات البحرية البريطانية على النظام العالمي. تم تحديده ليكون هدف استراتيجي رسمي، والذي أصبح معروفًا باسم الخط الأحمر.
تم تسجيل براءة اختراع الهاتف سنة 1876 من قبل ألكسندر جراهام بيل، ومثل بدايات التلغراف فقد استخدم بشكل أساسي لتسريع المعاملات التجارية.
كان توحيد الضوء والكهرباء والمغناطيسية من أهم التطورات العلمية في التاريخ كله من خلال نظرية ماكسويل الكهرومغناطيسية. كان الفهم العلمي للكهرباء ضروريًا لتطوير مولدات ومحركات ومحولات كهربائية فعالة. فقام كل من ديفيد إدوارد هيوز وهاينريش هيرتز بتوضيح وتأكيد ظاهرة الموجات الكهرومغناطيسية التي تنبأ بها ماكسويل.
كان المخترع الإيطالي غولييلمو ماركوني هو من نجح في تسويق الراديو في مطلع القرن. فأسس شركة ‹Wireless Telegraph & Signal Company› في بريطانيا سنة 1897، فقام في نفس العام بإرسال شفرة مورس عبر سهل سالزبوري، وأرسل أول اتصال لاسلكي على الإطلاق عبر البحر المفتوح، ثم أول إرسال لاسلكي عبر المحيط الأطلسي في 1901 من بولدو -كورنوال إلى سيجنال هيل - نيوفاوندلاند. بنى ماركوني محطات عالية الطاقة على جانبي المحيط الأطلسي وبدأ خدمة تجارية لنقل ملخصات الأخبار الليلية إلى السفن التي تدفع له الاشتراك سنة 1904.
عزز التطور الرئيسي للأنبوب المفرغ للسير جون أمبروز فلمنج سنة 1904 في تطوير الإلكترونيات الحديثة والبث الإذاعي. سمح اختراع لي دي فورست للصمام الثلاثي بتضخيم الإشارات الإلكترونية، مما سهل الطريق للبث الإذاعي في عشرينيات القرن الماضي.

### إدارة الأعمال الحديثة
يعود الفضل إلى السكك الحديدية في بلورة أفكار علماء مثل ألفرد شاندلر جونيور بإنشاء المشاريع التجارية الحديثة. في السابق كانت إدارة معظم الشركات تكون من ملاك أفراد أو مجموعات من الشركاء، وغالبًا ما كان لديهم ضعف في المشاركة اليومية الفعلية في تلك العمليات. فتمركز الخبرة في المكتب الرئيسي لم تكن كافية. فالسكك الحديدية تحتاج يد ماهرة وجاهزة على طول مسارها، للتعامل مع الأزمات اليومية والأعطال وسوء الأحوال الجوية. فقد أدى تصادم في ولاية ماساتشوستس سنة 1841 إلى الدعوة لإصلاح نظم السلامة. فأعيد تنظيم السكك الحديدية في أقسام مختلفة مع خطوط واضحة للسلطة الإدارية. وعندما أصبح التلغراف متاحًا، قامت الشركات ببناء خطوط التلغراف على طول خطوط السكك الحديدية لتتبع القطارات.
ساهمت شركات سكك الحديد في عمليات معقدة ووظفت مبالغ ضخمة من رأس المال وأدارت أعمالًا معقدة جدا مقارنة بالسابق. وبالتالي فقد احتاجوا إلى أفضل الطرق لتتبع التكاليف. فمثلا: لحساب الأسعار التي يحتاجون إليها لمعرفة تكلفة طن-ميل من الشحن. كما احتاجوا أيضًا إلى تتبع العربات التي يمكن أن تختفي لأشهر في كل مرة. أدى هذا إلى ما سمي «محاسبة السكك الحديدية»، والتي تبنتها لاحقًا صناعات الصلب وغيرها من الصناعات، وأصبحت في النهاية محاسبة حديثة.

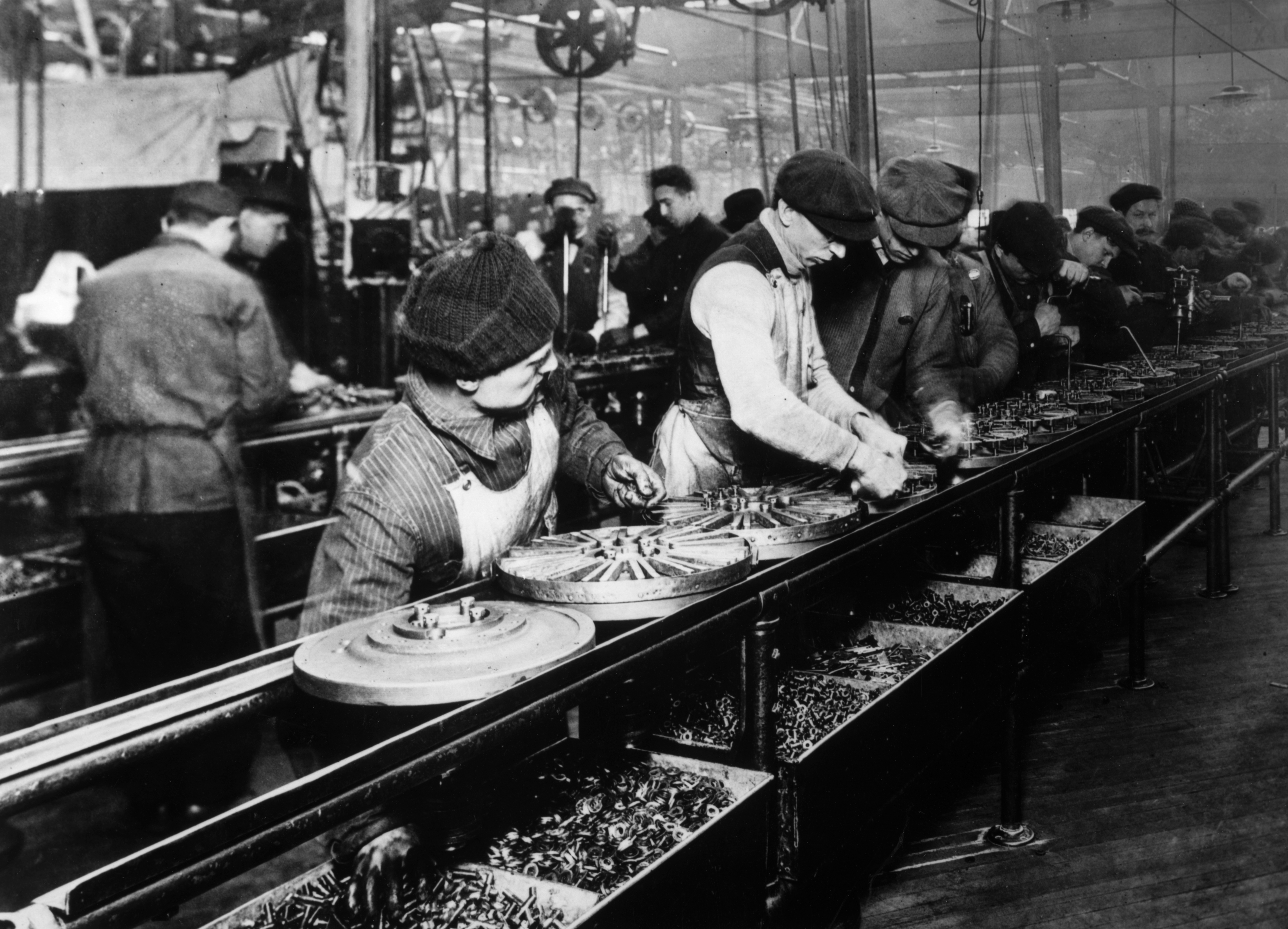
صورة لعمال في أول خط تجميع متحرك يقومون بتجميع المغناطيسات والحذافات في سيارات فورد في ميشيغان سنة 1913.

في وقت لاحق من الثورة الصناعية الثانية طور فريدريك وينسلو تايلور وغيره في أمريكا مفهوم الإدارة العلمية أو (التايلورية). حيث ركز في البداية على تقليل الخطوات المتخذة في أداء العمل (مثل البناء بالطوب أو الإزالة) باستخدام التحليل مثل دراسة الوقت والعمل، وقد انتقلت تلك المفاهيم إلى مجالات أخرى مثل الهندسة الصناعية وهندسة التصنيع وإدارة الأعمال التي ساعدت في إعادة هيكلة عمليات المصانع، ومن ثم قطاعات كاملة من الاقتصاد.
تضمنت مبادئ تايلور الأساسية على:
- الاستعاضة عن أساليب العمل التي تعتمد على قواعد التجربة بأساليب تستند إلى دراسة علمية للمهام.
- اختيار وتدريب وتطوير كل موظف علميًا بدلاً من تركهم بشكل سلبي في تدريب أنفسهم.
- توفير تعليمات مفصلة والإشراف على كل عامل في أداء مهمة منفصلة لهذا العامل.
- تقسيم العمل بالتساوي تقريبًا بين المديرين والعاملين، بحيث يطبق المديرون مبادئ الإدارة العلمية لتخطيط العمل ويؤدي العمال المهام فعليًا.

## التأثيرات الاجتماعية والاقتصادية
شهدت الفترة من 1870 إلى 1890 أضخم زيادة في النمو الاقتصادي في مثل هذه الفترة القصيرة في التاريخ. فتحسن جدا مستوى المعيشة في البلدان الصناعية الحديثة حيث انخفضت أسعار السلع بقوة بسبب الزيادة في الإنتاجية. ولكن تسبب ذلك بزيادة البطالة والاضطرابات الكبيرة في التجارة والصناعة، حيث استبدل العديد من العمال بالآلات والمصانع، وأضحت بعض الحرف الثابتة بالية وعفا عليها الزمن في فترة قصيرة للغاية.
«التغيرات الاقتصادية التي حدثت خلال الربع الأخير من القرن - أو خلال الجيل الحالي من الرجال الأحياء - كانت بلا شك أكثر أهمية وتنوعًا مما كانت عليه خلال أي فترة من التاريخ البشري.»
لم يعد فشل المحاصيل يؤدي إلى المجاعة في المناطق المتصلة بالأسواق الكبيرة من خلال البنية التحتية للنقل.
أنتجت التحسينات الهائلة في الصحة العامة والصرف الصحي عن مبادرات الصحة العامة، مثل إنشاء نظام الصرف الصحي في لندن في ستينيات القرن التاسع عشر وإقرار قوانين تنظم إمدادات المياه المفلترة - (قدم قانون مياه العاصمة تنظيمًا لشركات إمدادات المياه في لندن بما في ذلك الحد الأدنى من معايير جودة المياه لأول مرة في 1852). أدى هذا إلى انخفاض كبير في معدلات العدوى والوفيات من العديد من الأمراض.
وفي سنة 1870 تمكن عمل المحركات البخارية من تجاوز العمل الذي تقوم به قوة الإنسان والحيوان. وظلت الخيول والبغال مهمة في الزراعة حتى تطوير جرار الاحتراق الداخلي أواخر الثورة الصناعية الثانية. وسمحت التحسينات في كفاءة البخار، مثل المحركات البخارية ثلاثية الإسطوانات للسفن بحمل شحنات أكثر وفحم أقل، مما أدى إلى زيادة كبيرة في حجم التجارة الدولية. أدى ارتفاع كفاءة المحرك البخاري إلى زيادة عدد المحركات البخارية عدة مرات، مما أدى إلى زيادة استخدام الفحم، وسميت تلك الظاهرة بمفارقة جيفونز.
وفي سنة 1890 كانت هناك شبكة تلغراف دولية تسمح للتجار في إنجلترا أو الولايات المتحدة بتقديم الطلبات إلى الموردين في الهند والصين لنقل البضائع في بواخر جديدة فعالة. وكذلك أدى فتح قناة السويس إلى انهيار مناطق التخزين الضخمة في لندن ومدن أخرى، وتقليل الوسطاء.
أدى النمو الهائل في الإنتاجية وشبكات النقل والإنتاج الصناعي والإنتاج الزراعي إلى خفض أسعار جميع السلع تقريبًا. وهذا أدى إلى العديد من الخسائر التجارية وفترات كساد كانت تحدث في فترة نمو فعلي للاقتصاد العالمي.
جعل نظام المصنع الإنتاج مركزيًا في مبان منفصلة بتمويل وتوجيه من المتخصصين (بدلاً من العمل في المنزل). وتقسيم العمل جعل كلاً من العمالة غير الماهرة والماهرة أكثر إنتاجية، وأدى إلى نمو سريع للسكان في المراكز الصناعية. حدث التحول من الزراعة نحو الصناعة في بريطانيا في بدابة ثلاثينيات القرن الثامن عشر، عندما انخفضت نسبة السكان العاملين في الزراعة إلى أقل من 50٪، وهو تطور حصل فقط في (البلدان المنخفضة) في ثلاثينيات وأربعينيات القرن التاسع عشر. وانخفض الرقم إلى أقل من 10 ٪ في سنة 1890، وكانت الغالبية العظمى من السكان البريطانيين في المناطق الحضرية. وصلت البلدان المنخفضة والولايات المتحدة إلى هذا المنعطف في الخمسينيات من القرن الماضي.
كما كانت الثورة الصناعية الأولى، فإن الثانية قد دعمت النمو السكاني وأضحت معظم الحكومات تحمي اقتصاداتها الوطنية بالرسوم الجمركية. وإن ظلت بريطانيا مؤمنة بالتجارة الحرة طوال تلك الفترة. شمل التأثير الاجتماعي الواسع النطاق لكلتا الثورتين في إعادة تشكيل الطبقة العاملة مع ظهور تقنيات جديدة. أدت التغييرات إلى خلق طبقة وسطى أكبر وأكثر مهنية، وتراجعت عمالة الأطفال وازداد النمو الدراماتيكي لثقافة مادية قائمة على المستهلك.
أضحت بريطانيا في سنة 1900 الرائدة في الإنتاج الصناعي بنسبة 24٪ من الإجمالي العالمي، تليها الولايات المتحدة (19٪) وألمانيا (13٪) وروسيا (9٪) وفرنسا (7٪). شكلت أوروبا معًا 62٪.
الاختراعات والابتكارات العظيمة للثورة الصناعية الثانية هي جزء من حياتنا الحديثة. واستمرت في قيادة الاقتصاد حتى بعد الحرب العالمية الثانية. ثم حدثت ابتكارات رئيسية في حقبة ما بعد الحرب منها: أجهزة الكمبيوتر وأشباه الموصلات وشبكة الألياف الضوئية والإنترنت والهواتف الخلوية وتوربينات الاحتراق (المحركات النفاثة) والثورة الخضراء. على الرغم من وجود الطيران التجاري قبل الحرب العالمية الثانية، إلا أنه أصبح صناعة رئيسية بعد الحرب.

## المملكة المتحدة

المستويات النسبية لنصيب الفرد من التصنيع في البلدان المتقدمة. بلغت قيمة المملكة المتحدة 100 في 1900.

ظهرت منتجات وخدمات جديدة ساهمت بقوة في زيادة التجارة الدولية. فقد أدت التحسينات في تصميم المحرك البخاري وتوفر الصلب الرخيص إلى استبدال السفن الشراعية البطيئة بسفن بخارية أسرع، ويمكنها عمل تبادل تجاري أكثر بوجود أطقم أقل. كما انتقلت الصناعات الكيماوية إلى الواجهة. فقد استثمرت بريطانيا في البحث التكنولوجي أقل مما استثمرته الولايات المتحدة وألمانيا اللتان لحقتا بها.
أدى تطوير آلات أكثر تعقيدًا وفعالية إلى جانب تقنيات الإنتاج الضخم (بعد 1910) إلى زيادة الإنتاج بقوة وخفض تكلفته. ولذلك غالبًا ما تجاوز الإنتاج الطلب المحلي. ومن بين الظروف الجديدة التي كانت واضحة جدا في بريطانيا، وهي رائدة الدول الصناعية في أوروبا، هو التأثير الممتد للكساد الطويل الحاد من 1873-1896، الذي أعقب خمسة عشر عامًا من عدم استقرار اقتصادي كبير. عانت الأعمال التجارية في كل الصناعات تقريبًا من فترات طويلة من معدلات ربح منخفضة - وربما انهيارها - وانكماش الأسعار بعد 1873.

## الولايات المتحدة
سجلت الولايات المتحدة أعلى معدل نمو اقتصادي لها في العقدين الأخيرين من الثورة الصناعية الثانية؛ ومع ذلك تباطأ النمو السكاني في حين وصل نمو الإنتاجية ذروته في منتصف القرن العشرين تقريبًا. اعتمد العصر المذهب في أمريكا على الصناعات الثقيلة مثل المصانع والسكك الحديدية وتعدين الفحم. كان الحدث الأيقوني هو افتتاح أول سكة حديدية ممتدة عبر القارة سنة 1869، حيث كان يسير ستة أيام من الساحل الشرقي إلى سان فرانسيسكو.
تضاعف طول السكك الحديد الأمريكية خلال العصر المذهب ثلاث مرات بين 1860 و 1880، ثم تضاعف ثلاث مرات أيضا في سنة 1920، مما فتح مناطق جديدة للزراعة التجارية، وخلق سوقًا وطنيًا حقيقيًا وازدهارًا في تعدين الفحم وإنتاج الصلب. سهلت خطوط السكك الحديدية الرئيسية شهية رأس المال الشرهة على توطيد سوق مالية للبلاد في وول ستريت. وفي 1900 امتدت عملية التركز الاقتصادي لتشمل معظم فروع الصناعة هيمن عليها الصلب والزيت والسكر وتعليب اللحوم وتصنيع الآلات الزراعية. كانت المكونات الرئيسية الأخرى لهذه البنية التحتية هي الأساليب الجديدة لتصنيع الصلب، وخاصة عملية بسمر. وكانت أول شركة بلغت قيمتها مليار دولار هي شركة فولاذ الولايات المتحدة التي أسسها جي بي مورجان في 1901 من شراء ودمج شركات الصلب التي بناها أندرو كارنيغي وغيره.
فزيادة ميكنة الصناعة وتحسن كفاءة العمال، أدى إلى زيادة إنتاجية المصانع مع تقليل الحاجة إلى العمال المهرة. بدأت الابتكارات الميكانيكية مثل إنتاج بالدفعات والإنتاج المستمر [الإنجليزية] تصبح أكثر بروزًا في المصانع. جعلت هذه الميكنة بعض المصانع عبارة عن مجموعة من عمال غير مهرة يؤدون مهام بسيطة ومتكررة تحت إشراف رؤساء عمال ومهندسين مهرة. وفي بعض الحالات أدى تقدم مثل هذه الميكنة إلى صرف العمال ذوي المهارات المنخفضة تمامًا. زاد عدد العمال المهرة وغير المهرة مع نمو معدلات أجورهم، وإنشاء كليات الهندسة لتلبية الطلب الهائل على الخبرة. إلى جانب النمو السريع في الأعمال التجارية الصغيرة، كانت الطبقة المتوسطة الجديدة تنمو بسرعة، وخاصة في المدن الشمالية.

### توزيع العمالة
كان هناك تباين في أوائل القرن العشرين بين مستويات التوظيف التي شوهدت بين شمال وجنوب الولايات المتحدة. ففي المتوسط فإن عدد السكان ومعدلات التوظيف في الولايات الشمالية أعلى من ولايات الجنوب. يمكن رؤية معدل التوظيف الأعلى بسهولة من خلال النظر في معدلات التوظيف لسنة 1909 مقارنةً بسكان كل ولاية في تعداد 1910. كان هذا الاختلاف ملحوظًا في الولايات التي بها أكبر عدد من السكان، مثل نيويورك وبنسلفانيا. فكل ولاية لديها ما يقرب من 5% أكثر من إجمالي القوى العاملة في الولايات المتحدة بالنظر إلى عدد سكانها. وعلى النقيض فإن الولايات الجنوبية التي تتمتع بأفضل معدلات توظيف فعلية وهما ولايتي نورث كارولينا وجورجيا، كان لديها ما يقرب من 2% أقل من القوة العاملة مما يتوقعه المرء من سكانها. عندما يتم أخذ متوسطات جميع الولايات الجنوبية وجميع الولايات الشمالية، يظل الاتجاه ثابتًا مع زيادة أداء الشمال بنحو 2٪، والجنوب أقل أداء بنحو 1٪.

## ألمانيا
جاءت الإمبراطورية الألمانية لتنافس بريطانيا كونها الدولة الصناعية الأولى في أوروبا في تلك الفترة. فأصبحت ألمانيا صناعية بعد أن تمكنت من تصميم مصانعها على غرار مصانع بريطانيا، مما جعل استخدام رأس مالها أكثر كفاءة وتجنب الأساليب القديمة في قفزتها نحو غطاء التكنولوجيا. وقد استثمرت ألمانيا أكثر من البريطانيين في الأبحاث، خاصة في الكيمياء والمحركات والكهرباء. فنظام القلق الألماني (المعروف باسم Konzerne) الذي كان حاضرا بقوة، كان قادرًا على استخدام رأس المال بكفاءة أكثر. فلم تكن ألمانيا مثقلة بإمبراطورية عالمية باهظة الثمن تحتاج إلى الدفاع. وبعد ضم ألمانيا الألزاس واللورين سنة 1871 ابتلعت أجزاءً مما كان يُعرف بقاعدة فرنسا الصناعية.
وفي سنة 1900 كانت الصناعة الكيميائية الألمانية قد سيطرت على السوق العالمية للأصباغ الاصطناعية. وأنتجت الشركات الثلاث الكبرى باسف وباير وهوكست ومعها خمس شركات أصغر عدة مئات من الأصباغ المختلفة. وفي 1913 أنتجت تلك الشركات الثماني ما يقرب من 90% من المعروض العالمي من الأصباغ، وباعت حوالي 80% من إنتاجها إلى الخارج. كما اندمجت الشركات الثلاث الكبرى أيضًا في إنتاج المواد الخام الأساسية وبدأت في التوسع في مجالات أخرى من الكيمياء مثل المستحضرات الصيدلانية وأفلام التصوير والكيماويات الزراعية والكهروكيميائية. كان صنع القرار على أعلى مستوى في بيد مدراء يتقاضون رواتب محترفين، مما دفع تشاندلر إلى تسمية شركات الصبغ الألمانية بأنها «أولى الشركات الصناعية الإدارية الحقيقية في العالم». كان هناك العديد من النتائج المنبثقة عن الأبحاث - مثل صناعة الأدوية، التي انبثقت عن الأبحاث الكيميائية.

## بلجيكا
أظهرت بلجيكا خلال الحقبة الجميلة قيمة السكك الحديدية لتسريع الثورة الصناعية الثانية. وبعد انفصال الدولة الجديدة عن هولندا سنة 1830، قررت تحفيز الصناعة. فخططت ومولت نظامًا بسيطًا متعدد الأشكال يربط بين المدن الرئيسية والموانئ ومناطق التعدين ويرتبط بالدول المجاورة. وهكذا أصبحت بلجيكا مركز السكك الحديدية في المنطقة. تم بناء النظام بشكل سليم على غرار الخطوط البريطانية. كانت الأرباح منخفضة ولكن تم إنشاء البنية الأساسية اللازمة للنمو الصناعي السريع. واكتمل أول خط سكة حديد في بلجيكا يمتد من شمالي بروكسل إلى ميشيلين في مايو 1835.

## استخدامات بديلة
كانت هناك أوقات أخرى سميت «الثورة الصناعية الثانية». يمكن إعادة ترقيم الثورات الصناعية من خلال أخذ التطورات السابقة ، مثل ظهور تكنولوجيا العصور الوسطى في القرن الثاني عشر، أو التكنولوجيا الصينية القديمة خلال عهد أسرة تانغ، أو التكنولوجيا الرومانية القديمة. تم استخدام «الثورة الصناعية الثانية» في الصحافة الشعبية ومن قبل التقنيين أو الصناعيين للإشارة إلى التغييرات التي أعقبت انتشار التكنولوجيا الجديدة بعد الحرب العالمية الأولى.
كانت الإثارة والجدل حول مخاطر وفوائد عصر الذرة أكثر حدة واستمرارية من تلك التي تجاوزت عصر الفضاء، ولكن كان من المتوقع أن يؤدي كلاهما إلى ثورة صناعية أخرى. في بداية القرن الحادي والعشرين تم استخدام مصطلح «الثورة الصناعية الثانية» لوصف الآثار المتوقعة لأنظمة تقنية النانو الجزيئية الافتراضية على المجتمع. في هذا السيناريو الأكثر حداثة، سيجعل غالبية عمليات التصنيع الحالية، هي أنظمة قد عفا عليها الدهر، مما يؤدي إلى نقلة في جميع جوانب الاقتصاد الحديث. تشمل الثورات الصناعية اللاحقة الثورة الرقمية والثورة البيئية.